# لوكاس مافروكيفاليديس
لوكاس مافروكيفاليديس (باليونانية: Λουκάς Μαυροκεφαλίδης)‏ مواليد 25 يوليو 1984 في يسينيك، تشيكوسلوفاكيا، هو لاعب كرة سلة يوناني. بدأ مسيرته الاحترافية في سنة 2002. تم اختياره من قبل فريق مينيسوتا تمبر ولفز خلال الدرافت. يلعب مع فريق تشينغداو دبلستار في الرابطة الصينية لكرة السلة كلاعب وسط. يحمل الرقم 1. يبلغ طوله 6 قدم 10.75 بوصة (2.1 م).

## المسيرة الاحترافية
لعب مع فيرتوس روما في الدوري الإيطالي في موسم 2006–2007، ثم لعب مع نادي أولمبياكوس لكرة السلة من سنة 2007 إلى 2011، ثم لعب مع نادي برشلونة لكرة السلة في الدوري الإسباني في سنة 2013، ثم لعب مع نادي باناثينايكوس لكرة السلة من سنة 2013 إلى 2015، ثم لعب مع نادي إيه إي كي لكرة السلة في موسم 2015–2016، ثم لعب مع تشينغداو دبلستار في سنة 2016.

## الإنجازات
- الدوري اليوناني لكرة السلة : (2014)

## روابط خارجية
- لوكاس مافروكيفاليديس على موقع الاتحاد الدولي لكرة السلة (الإنجليزية)
- لوكاس مافروكيفاليديس على موقع الدوري الأوروبي لكرة السلة (الإنجليزية)
- لوكاس مافروكيفاليديس على موقع سبورتس رفرنس (الإنجليزية)
- لوكاس مافروكيفاليديس على موقع الدوري الإسباني لكرة السلة (الإسبانية)
- لوكاس مافروكيفاليديس على موقع كرة السلة الأوروبية.كوم (الإنجليزية)
- لوكاس مافروكيفاليديس على موقع ريلجم (الإنجليزية)
- لوكاس مافروكيفاليديس على موقع بروبوليرز (الإنجليزية)
- لوكاس مافروكيفاليديس على موقع سبورتس رفرنس (الإنجليزية)